# Прогулянка висотою
«Прогулянка висотою» (англ. The Walk) — американський біографічний фільм, знятий Робертом Земекісом за історією проходу французького канатохідця Філіппа Петі між хмарочосами-близнюками Всесвітнього Торговельного Центру в Нью-Йорку 7 серпня 1974 року. У головних ролях — Джозеф Гордон-Левітт, Бен Кінґслі, Джеймс Бедж Дейл, Бен Шварц, Стів Валентайн та Шарлотта Ле Бон. В український широкий прокат вийшов 15 жовтня 2015 року.

## У ролях
- Джозеф Гордон-Левітт[3] — Філіпп Петі
- Шарлотта Ле Бон[4] — Енні Аллікс
- Бен Кінґслі[4] — Руді
- Джеймс Бедж Дейл[4] — Жан-П'єр
- Климент Сібони[4] — Жан-Луї
- Бен Шварц[5] — Альберт
- Стів Валентайн[6] — Баррі Грінхаус

## Виробництво
23 січня 2014 року було оголошено, що Роберт Земекіс зніме фільм, заснований на історії проходу французького канатохідця Філіппа Петі між хмарочосами-близнюками Всесвітнього Торговельного Центру в Нью-Йорку 7 серпня 1974 року. Було також підтверджено, що Земекіс хоче, щоб Джозеф Гордон-Левітт зіграв головну роль. 24 лютого 2014 року Джозеф Гордон-Левітт її отримав. 25 квітня 2014 року Шарлотта Лебон, Бен Кінґслі і Джеймс Бедж Дейл приєдналися до акторського складу. 6 травня 2014 року було оголошено, що фільм вийде у жовтні 2015 року. 7 травня 2014 року Стів Валентайн отримав роль у проекті, а 20 травня — Бен Шварц. Зйомки почалися 26 травня 2014 року у Монреалі, а закінчилися 6 серпня того ж року.